# David García
David García Dapena (Pontevedra, 30 september 1977) is een Spaans voormalig wielrenner.
Hij kon goed meekomen over bergen en in tijdritten, wat hem vooral tot een klassementsrenner maakt. Zijn grootste overwinningen zijn een etappe in de Ronde van Spanje 2008 en het eindklassement van de Ronde van Turkije in 2008. Verder won hij veelal etappes in kleine Portugese koersen.

## Doping
Tijdens de Ronde van Spanje 2010 testte hij positief op HES en op epo. Op 7 september 2011 gaf hij toe dat hij doping gebruikt had. Naar eigen zeggen deed hij het, omdat hij onzeker was over zijn contract voor het volgende jaar. Hij benadrukt dat het zijn eigen beslissing is geweest en dat er binnen zijn toenmalige ploeg Xacobeo - Galicia geen georganiseerd dopinggebruik was. Hij duidde het als 'de grootste vergissing in zijn leven'.

## Overwinningen
2000
- etappe in de Tour du Futur

2001
- 4e etappe GP Philips

2003
- 1e etappe GP Abimota
- 4e etappe GP Abimota
- 2e etappe GP Cantanhede

2004
- 4e etappe Volta a Terras de Santa Maria
- 2e etappe Volta a Tras os Montes e Alto Douro

2005
- 4e etappe GP Abimota

2006
- 1e etappe Volta a Terras de Santa Maria

2008
- Eindklassement Ronde van Turkije
- 15de etappe Ronde van Spanje

2009
- Ronde van La Rioja

## Grote rondes
Eindklasseringen in grote rondes, met tussen haakjes het aantal etappeoverwinningen.
| Jaar | Ronde van Italië | Ronde van Frankrijk | Ronde van Spanje |
| ---- | ---------------- | ------------------- | ---------------- |
| 2007 |                  |                     | 23e              |
| 2008 |                  |                     | 14e (1)          |
| 2009 |                  |                     | 23e              |
| 2010 |                  |                     | 11e              |